# Skalník Dammerův
Skalník Dammerův (Cotoneaster dammeri) je stálezelený plazivý keř z čeledi růžovitých. Přirozeným areálem rozšíření druhu je střední a západní Čína. Často se používá jako okrasná, především půdopokryvná dřevina.

## Popis
Je to stálezelený, široce plazivý keř s větvemi, které se opírají o zem a zakořeňují. Větvičky jsou tmavě šedohnědé až černošedé, na průřezu kulaté, zpočátku přitiskle žlutavě chlupaté a později olysalé. Listy jsou střídavé, řapík je 2 až 3 milimetry dlouhý, zpočátku rovněž žlutavě chlupatý, později lysý. Palisty jsou kopinaté až čárkovitě kopinaté, 2 až 4 milimetry dlouhé, mírně ochmýřené a obvykle brzy opadávají. Listová čepel je jednoduchá, oválná, celokrajná, podlouhle vejčitá nebo obvejčitá, 1 až 2 vzácně až 3 cm dlouhá a 0,7 až 2,2 cm široká, hustě kožovitá, s tupou, hranatou nebo více či méně špičatou špičkou a široce klínovitou nebo zaoblenou bází. Vytváří se 4 až 6 párů žilek. Horní strana listu je leskle tmavě zelená, lysá s vroubkovanými žilkami; spodní strana je světlejší než horní strana, poněkud matná, zpočátku chlupatá a později lysá se silně vystouplými žilkami.

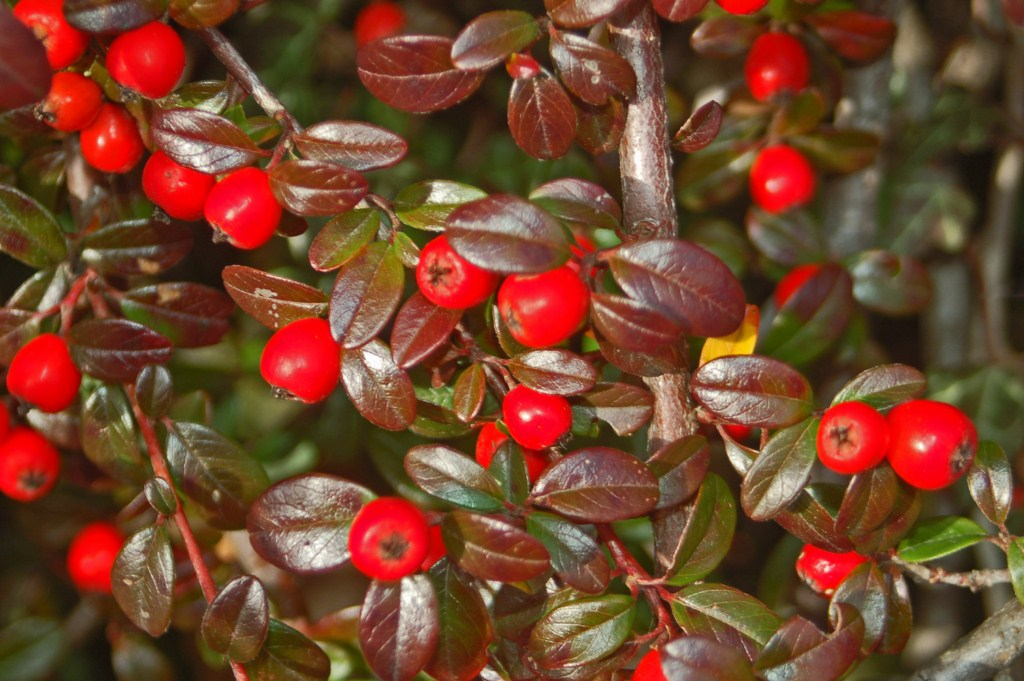
Plody

Květy jsou obvykle jednotlivé, zřídka v chudých chocholičnatých latách o 2 až 3 květech. Listeny jsou čárkovitě kopinaté, 2 až 3 mm dlouhé a jemně chlupaté. Květní stopky jsou jemně chlupaté a dlouhé 4 až 6 milimetrů, u odrůdy radicans až 15 milimetrů. Květní kalich je zvonkovitý, srostlý v češuli a na vnější straně mírně ochmýřený. Kališní lístky jsou trojúhelníkovité, špičaté, 1,5 až 2 mm dlouhé a přibližně stejně široké. Korunní plátky jsou vodorovně rozevřené, bílé, okrouhlé až široce vejčité, 4 až 5 mm široké, s tupou špičkou a krátce zašpičatělou bází. 20 tyčinek je nestejně dlouhých a mají načervenalé prašníky. Špička semeníku je chlupatá. Zřídka tři, obvykle čtyři až pět volně stojících čnělek je téměř stejně dlouhých jako tyčinky. Plody jsou světle červené, lysé, kulaté nebo mírně čihovité malvice o průměru 6 až 7 mm. V jednom plodu jsou zřídka tři, obvykle čtyři nebo pět semen. Skalník Dammerův kvete od května do června, opylován je hmyzem, plody dozrávají od září do října.

## Ekologie a rozšíření
Přirozený areál rozšíření se nachází v čínských provinciích Kan-su, Kuej-čou, Chu-pei, S'-čchuan a Jün-nan, roste také v Tibetu. V Evropě tento druh místy zdomácněl. Roste v chladných a vlhkých horských oblastech v nadmořské výšce 1300 až 4100 metrů ve světlých a řídkých smíšených lesích, často na skalách. Preferuje mírně suché až svěží, mírně kyselé až zásadité, na živiny nepříliš bohaté půdy a slunná až světlá stanoviště. Tento druh je ve středoevropských podmínkách obvykle dobře mrazuvzdorný.

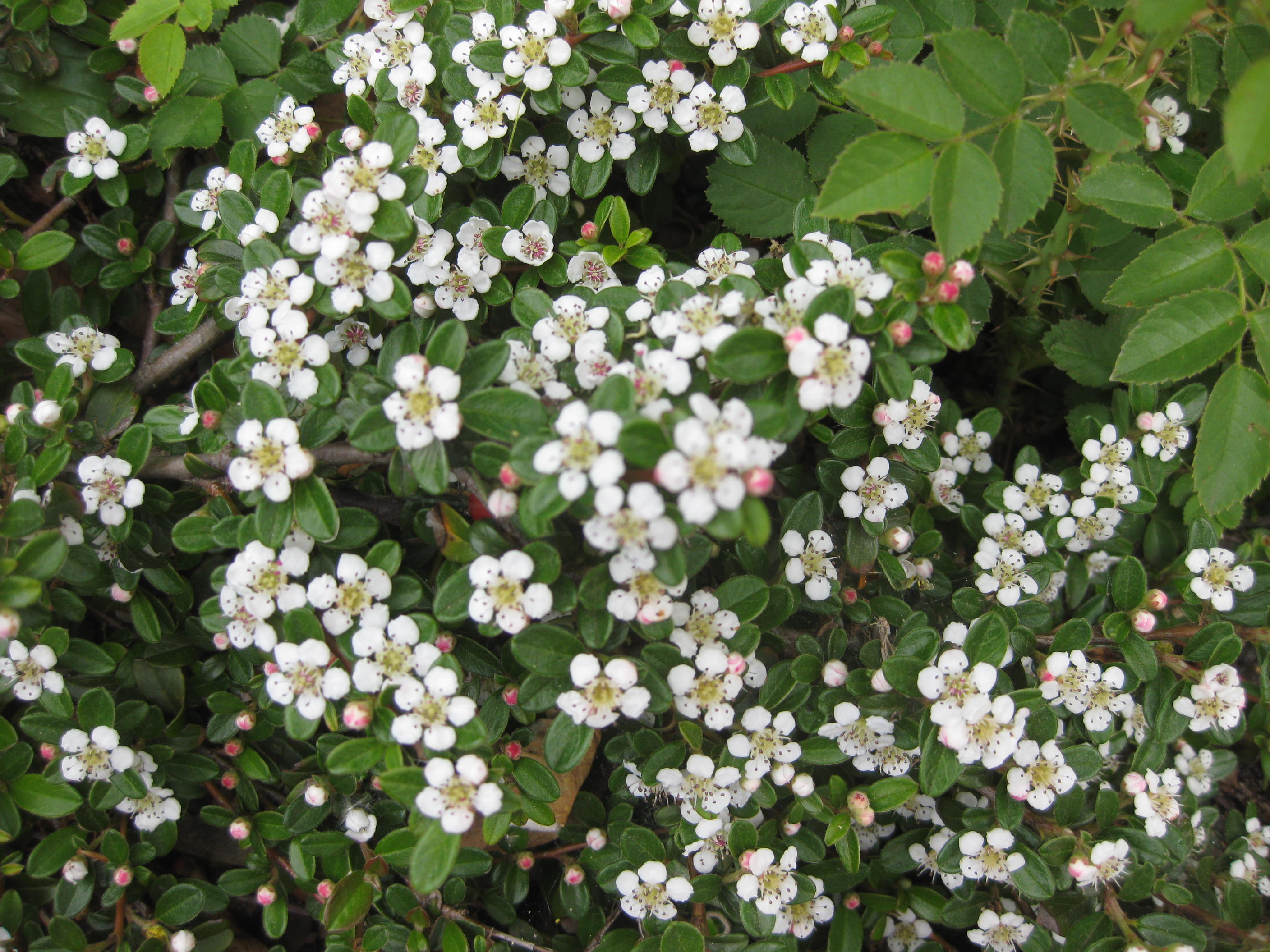
Rozkvetlá větev

## Systematika
Rozlišují se dvě varianty:
- Cotoneaster dammeri var. dammeri s listovými řapíky dlouhými 2 až 3 milimetry, oválnými až podlouhle oválnými listovými čepelkami a květními stopkami dlouhými 4 až 6 milimetrů. Vyskytuje se v nadmořské výšce od 1300 do 2600 metrů.
- Cotoneaster dammeri var. radicans s 6 až 10 milimetrů dlouhými řapíky, obvejčitými listovými čepelemi a 10 až 15 milimetrů dlouhými květními stopkami. Vyskytuje se v nadmořských výškách 2000 až 4100 m. Odrůda je také někdy považována za samostatný druh Cotoneaster radicans.[1]

## Pěstování

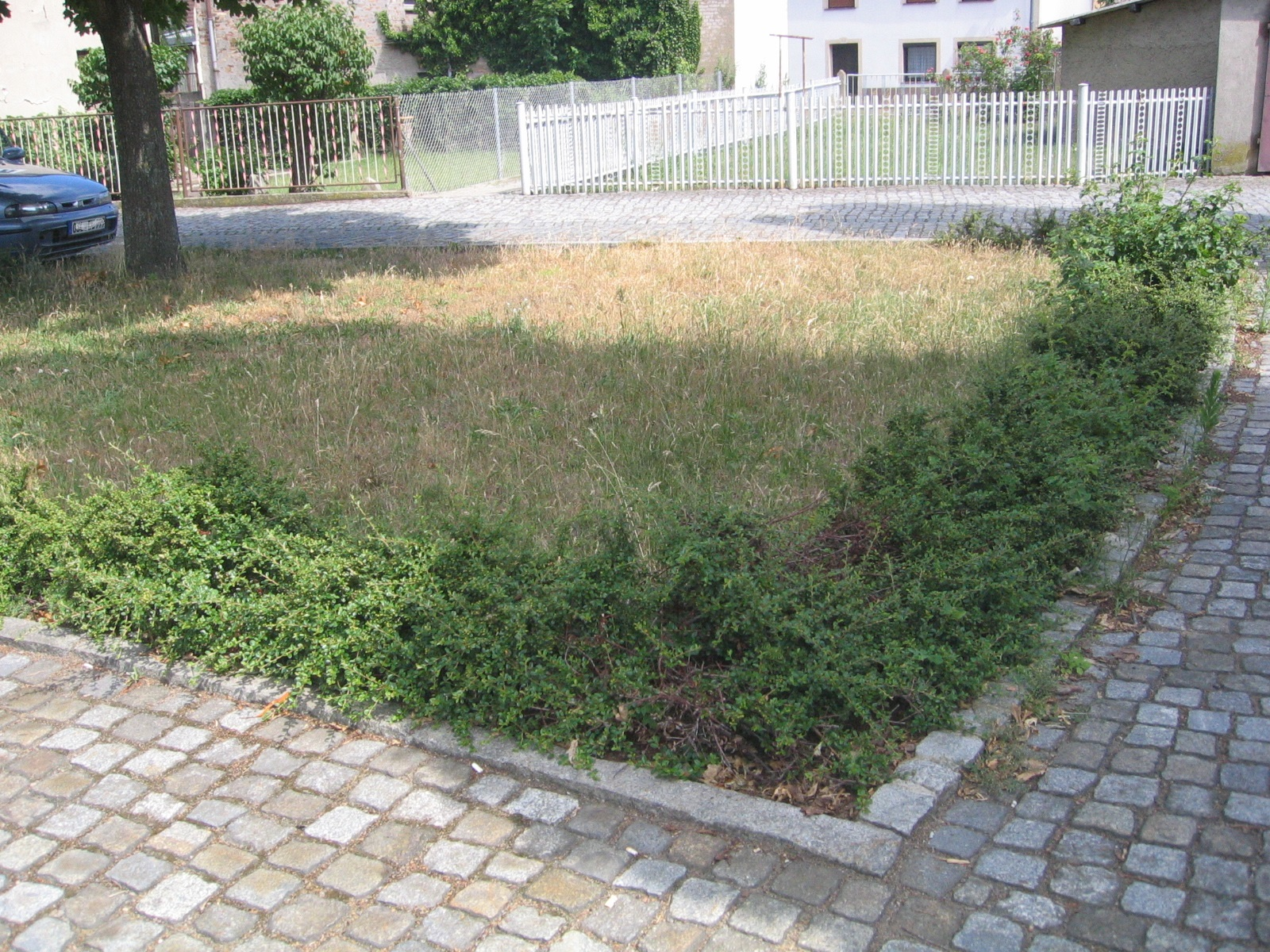
Příklad typického použití skalníku Dammerova

Tento skalník je pro své působivé plody velmi často využíván jako okrasný, zpravidla půdopokryvný keř, jako obruba záhonů nebo ke zpevnění prudkých svahů, ale také jako včelí pastva.
Rozlišuje se mnoho kultivarů, například:
- 'Major' s většími, 2,5 až 3,5 cm dlouhými listy, které se na podzim mohou zbarvit do oranžovočervené barvy. Tato odrůda se vysazuje dosti často.
- 'Mooncreepers' s obzvláště plochým vzrůstem, malými svěže zelenými listy a četnými drobnými plody.
- 'Thiensen' se podobá kultivaru 'Major', ale dorůstá pouze 15 cm výšky a má 4 až 5 cm dlouhé listy. Odrůda je odolná proti bakteriální spále růžovitých.
- 'Skogholm' – varianta s velmi drobnými listy[2]

S oblibou jsou pěstovány také hybridy skalníku Dammerova s jinými skalníky, například skalníkem úhledným – tento kříženec se nazývá skalník švédský (Cotoneaster ×suecicus); jeho kultivar 'Coral Beauty' patří k nejčastěji pěstovaným skalníkům vůbec.